# アーケイディア・バレー駅
アーケイディア・バレー駅 （英語： Arcadia Valley station）はアメリカ合衆国ミズーリ州アーケイディア ハイウェイ21号線630にある駅。全米各地を結ぶ旅客鉄道のアムトラックが乗り入れている。

## 概要
2016年11月20日から当駅がアムトラックテキサス・イーグル号の停車駅となった。アーケイディア・バレー地区は1968年にミズーリ・パシフィック鉄道（MoPac）が定期旅客列車を廃止したため長期にわたり停車する列車はなかった。当駅はコミュニティの活性化に焦点を当てた地方の非営利団体「Our Town Tomorrow（OTT）」によって調整された主導的かつ計画的な取り組みによって、全国ネットワークのアムトラックの停車駅に追加された。
町の北端にある国道21号線の東側に位置するこの駅は、郡庁所在地のアイアントンとの境のすぐ南にある。乗客は1941年にミズーリ・パシフィック鉄道（MoPac）によって建設された歴史的な駅舎に隣接して建設された新しいコンクリートプラットホームを使用する。 2008年以来、この建物にはアーケイディア・バレー商工会議所とアイアン郡歴史社会博物館が入居している。
2016年11月17日午後、地域コミュニティは、新しい駅でテープカットするために町、ミズーリ州運輸省（MoDOT）、アムトラック、地方組織からの代表者が集いこの式典は始まった。夕方に町民はサンアントニオ行きのテキサス・イーグル号の停車を歓迎するために集まった。花火が夜空を照らして列車の到着を祝った。セントルイスの約130キロ南にあるオザーク高原にあるセント・フランソワ山脈に囲まれたアーケイディア・バレー駅に停車駅を追加する考えは、2010年のアーケイディア・バレー商工会議所の会議で2人の住人によって最初に提案された。当時、テキサス・イーグル号はセントルイス駅とポプラーブラフ駅の間にあるアーケイディア・バレーを通過し約272キロ無停車であった。
アーケイディア・バレーの企業や個人はプロジェクトを開始し、2012年にプラットホームの建設資金とするために1万ドル以上を寄付した。ゲーリー・ロミン上院議員とポール・フィッツウォーターアイオワ州議会議長は、その後資金調達を達成するために、ミズーリ州運輸省を通じて連邦政府の資金調達でさらに10万ドルを得ることができた。全体として、OTTとそのパートナーは、ミズーリ州運輸省からの交通増強助成金42万ドルを含む合計613,000ドルをわずかに超える助成金を獲得した。アイアン郡経済パートナーシップから113,000ドル、ウィリアム・エドガー財団から5万ドルが提供され、地元の経済開発や観光開発プロジェクトを支援するタウム・ソーク・ファンドから3万ドルを調達している。
ミズーリ・パシフィック鉄道（MoPac）は以前、アーケイディアとアイアントンにあった2つの施設を置き換えるために、現在の駅舎を建設した。1941年9月11日の奉献式には地元の高校バンドによる演奏や鉄道関係者や自治体関係者による挨拶があった。

## 利用可能な鉄道路線／列車
アムトラックの停車する列車は下記の通り。
シカゴとサンアントニオ / ロサンゼルス間の夜行長距離列車テキサス・イーグル号 …1日1往復停車
※南行列車はシカゴ（日・火・金）出発便はサンアントニオでサンセット・リミテッド号と併結され、ロサンゼルス行きとなる。シカゴとサンアントニオ間は毎日運転。北行列車はロサンゼルス（日・水・金）出発便はサンアントニオまでサンセット・リミテッド号と併結され、同駅で切り離し。サンアントニオからシカゴ間は毎日運転。

## 参考資料
- Texas Eagle makes daily stops in a geologically rich and historic region
- Great American Stations 「Arcadia, MO (ACD)」